# Astragalus archibaldii
Astragalus archibaldii es una especie de planta del género Astragalus, de la familia de las leguminosas, orden Fabales.
Fue descrita científicamente por D. Podl.